# Asarum canadense
Asarum canadense o jengibre salvaje, jengibre de Canadá, es nativa de  bosques húmedos y ricos del este de Norteamérica. Se la halla en el este de las Grandes Planicies a las costas  del Océano Atlántico, y desde el sudeste de Canadá hasta aproximadamente la línea de falla en el sudeste de Estados Unidos.

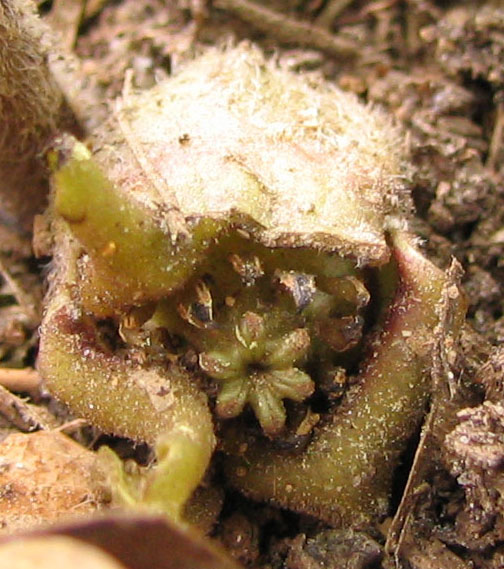

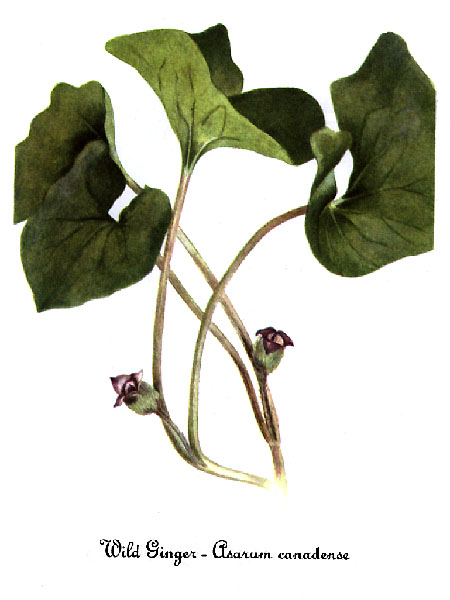
Ilustración

## Descripción
Temprano en la primavera desarrolla flores distintivas, hirsutas con forma de copa, color tostado o púrpura, que terminan en tres sépalos largos como espigas. Los largos rizomas dan nacimiento a las hojas persistentes reniformes (con forma de riñón). Las hojas se encuentran en colonias o agrupaciones a medida que el rizoma se expande. El número cromosómico diploide es 26. Esta especie de "jengibre salvaje norteamericano" está protegida en Maine.

## Usos
Los largos rizomas han sido utilizados para condimentar debido a sus propiedades similares al jengibre verdadero (Zingiber officinale). Es considerado aproximadamente de sabor 1/3 de fuerte que el de Z. officinale pero no está emparentado con el jengibre verdadero y no debería ser utilizado como su sustituto porque contiene concentraciones del cancerígeno ácido aristolóquico.

## Taxonomía
Asarum canadense  fue descrita por Carlos Linneo y publicado en Species Plantarum 1: 442. 1753.
Etimología
Asarum: nombre genérico que proviene de Asaron, el nombre griego para el género utilizado por Dioscórides.
canadense: epíteto geográfico que alude a su localización en Canadá.
Sinonimia
- Asarum acuminatum (Ashe) E.P.Bicknell
- Asarum ambiguum (E.P.Bicknell) Daniels
- Asarum carolinianum Walter
- Asarum furcatum Raf.
- Asarum latifolium Salisb.
- Asarum medium Raf.
- Asarum parvifolium Raf.
- Asarum reflexum E.P.Bicknell
- Asarum reflexum var. ambiguum E.P.Bicknell
- Asarum rubrocinctum Peattie
- Asarum villosum Muhl. ex Duch.
- Asarum ypsilantennse Walpole[6]